# Lotte Flack
Lotte Flack (* 14. Januar 1994 in Hamburg) ist eine deutsch-britische Schauspielerin.

## Leben
Flack stammt aus einer deutsch-britischen Familie. Ihre Mutter stammt aus London. Ihr Vater ist der deutsche Comickünstler Eckart Breitschuh. Flack besitzt die deutsche und die britische Staatsangehörigkeit. Sie steht seit ihrem elften Lebensjahr vor der Kamera. Ihre Schauspielausbildung erhielt sie von 2005 bis 2008 an der TASK–Schauspielschule für Kinder und Jugendliche in Hamburg.
2007 spielte sie in der romantischen ZDF-Komödie Der Mann im Heuhaufen unter der Regie von Dagmar Damek die Rolle der Mattie Evers, die Tochter einer Bäuerin. In der sechsten Staffel der Serie Die Pfefferkörner war sie 2008 in der Folge Falsche Freunde in der Rolle der jugendlichen Diebin Anna zu sehen. Nach einem erfolgreichen Casting erhielt Flack 2009 die Rolle der jungen Johanna in Sönke Wortmanns Kinofilm Die Päpstin, auch wegen ihrer filmisch glaubhaften Ähnlichkeit mit der Hauptdarstellerin Johanna Wokalek. In der Weihnachtsmärchen-Serie der ARD spielte Flack 2009 die Titelrolle in Dornröschen.
Flack war als Darstellerin auch für Werbeaufnahmen tätig (Die Tagesschau erklärt die Welt) und nahm als Sprecherin englischsprachige CDs für die Hamburger Schulbehörde auf.
Lotte Flack hat zwei jüngere Brüder. Sie wohnt mit ihrer Familie im Hamburger Stadtteil St. Pauli.

## Filmografie
- 2006: Der Tote am Strand (Fernsehfilm)
- 2007: Der Mann im Heuhaufen (Fernsehfilm)
- 2007: Mütter Väter Kinder (Fernsehfilm)
- 2007: Notruf Hafenkante – Die türkische Braut (Fernsehserie)
- 2009: Die Pfefferkörner – Falsche Freunde (Fernsehserie)
- 2009: Die Päpstin
- 2009: Dornröschen (Fernsehfilm)
- 2010: Auch Lügen will gelernt sein (Fernsehfilm)
- 2010: Der Mauerschütze (Fernsehfilm)
- 2010: Bella Vita (Fernsehfilm)
- 2012: Tatort – Kinderland
- 2012: Tatort – Ihr Kinderlein kommet
- 2012: Bella Australia (Fernsehfilm)
- 2012: Reiff für die Insel – Neubeginn (Fernsehfilm)
- 2012: Polizeiruf 110 – Eine andere Welt
- 2013: Stiller Abschied (Fernsehfilm)
- 2013: Reiff für die Insel – Katharina und der ganz große Fisch (Fernsehfilm)
- 2015: Reiff für die Insel – Katharina und der große Schatz (Fernsehfilm)